# Чезаре Августо Фазанеллі
Чезаре Аугусто Фазанеллі (італ. Cesare Augusto Fasanelli, 19 травня 1907, Рим — 4 квітня 1992, Рим) — італійський футболіст, що грав на позиції нападника. По завершенні ігрової кар'єри — тренер.
Виступав, зокрема, за клуби «Рома» та «Дженова 1893».
Володар Кубка Італії. 

## Ігрова кар'єра
У дорослому футболі дебютував 1925 року виступами за команду «Альба Рома», в якій провів два сезони, взявши участь у 12 матчах чемпіонату. 
В 1927 році «Альба Рома» об'єдналась з кількома іншими римськими клубами, утворивши клуб «Рома». Відіграв за «вовків» наступні шість сезонів своєї ігрової кар'єри. Більшість часу, проведеного у складі «Роми», був основним гравцем команди. У складі «Роми» був одним з головних бомбардирів команди, маючи середню результативність на рівні 0,36 гола за гру першості.
В 1928 році став з командою переможцем Кубка КОНІ, турніру, який двічі проводився в 1927 і 1928 роках для клубів, які не потрапили до фінального турніру національного чемпіонату.
Клуб виступав у новоствореній Серії А. В 1931 році команда стала срібним призером чемпіонату, поступившись у турнірній таблиці лише «Ювентусу». Клуб став найрезультативнішим у лізі, забивши 87 голів («Юіентус» забив 79). З них Лудуенья забив 17 голів, ставши другим бомбардиром команди після Родольфо Волка (який з 29-ма голами став найкращим бомбардиром чемпіонату).
Того ж року «Рома» дебютувала в Кубку Мітропи. В чвертьфіналі команда перемогла чехословацьку «Славію» (1:1, 2:1). У першому півфінальному матчі в Римі проти австрійської «Вієнни» Фазанеллі забив однин з голів у цьому матчі, але його команда у підсумку поступилась з рахунком 2:3. У другому поєдинку римський клуб вдруге програв (1:3) і вибув зі змагань.
Ще двічі у складі «Роми» ставав бронзовим призером чемпіонату Італії в 1929 і 1932 роках.
Згодом з 1933 по 1935 рік грав у складі команди «Піза».
В 1935 році перейшов у клуб «Фіорентіна». Виступав з командою в Кубку Мітропи 1935. Забив три голи у ворота угорського «Уйпешта» в матчі-відповіді 1/8 фіналу, що приніс італійцям перемогу з рахунком 4:3. В наступному раунді флорентійський клуб програв чеській «Спарті» (1:7, 3:1). В чемпіонаті 1935/36 у складі «Фіорентіни» не зумів стати гравцем основи, зігравши лише 5 матчів.
1936 року уклав контракт з клубом «Дженова 1893», у складі якого провів наступні два роки своєї кар'єри гравця. Став володарем Кубка Італії 1937 року (у фіналі не грав), а також бронзовим призером чемпіонату Італії 1938 року. 
Протягом 1938—1943 років захищав кольори клубів нижчих дивізіонів«Парма», МАТЕР та «Ала Літторія». Завершив ігрову кар'єру у команді МАТЕР, у складі якої вже виступав раніше. Повернувся до неї 1943 року, захищав її кольори до припинення виступів на професійному рівні у 1944.

## Кар'єра тренера
Розпочав тренерську кар'єру, ще продовжуючи грати на полі, 1941 року, очоливши тренерський штаб римського клубу «Ала Літторія». Досвід тренерської роботи обмежився цим клубом.
Помер 4 квітня 1992 року на 85-му році життя у місті Рим.

## Статистика виступів

### Статистика клубних виступів
| Сезон              | Команда            | Чемпіонат          | Чемпіонат | Чемпіонат | Національний кубок | Національний кубок | Національний кубок | Континентальні кубки | Континентальні кубки | Континентальні кубки | Усього | Усього |
| Сезон              | Команда            | Ліга               | Ігор      | Голів     | Ліга               | Ігор               | Голів              | Ліга                 | Ігор                 | Голів                | Ігор   | Голів  |
| ------------------ | ------------------ | ------------------ | --------- | --------- | ------------------ | ------------------ | ------------------ | -------------------- | -------------------- | -------------------- | ------ | ------ |
| 1925–26            | «Альба Рома»       | ПД                 | 1         | 0         | -                  | -                  | -                  | -                    | -                    | -                    | 1      | 0      |
| 1926–27            | «Альба Аудаче»     | ЧІ                 | 11        | 2         | -                  | -                  | -                  | -                    | -                    | -                    | 11     | 2      |
| 1927–28            | «Рома»             | ЧІ                 | 18        | 4         | КК                 | 14                 | 9                  | -                    | -                    | -                    | 32     | 13     |
| 1928–29            | «Рома»             | ЧІ                 | 27        | 14        | -                  | -                  | -                  | -                    | -                    | -                    | 27     | 14     |
| 1929–30            | «Рома»             | A                  | 26        | 9         | -                  | -                  | -                  | -                    | -                    | -                    | 26     | 9      |
| 1930–31            | «Рома»             | A                  | 34        | 18        | -                  | -                  | -                  | -                    | -                    | -                    | 34     | 18     |
| 1931–32            | «Рома»             | A                  | 32        | 6         | -                  | -                  | -                  | КМ                   | 4                    | 1                    | 36     | 7      |
| 1932–33            | «Рома»             | A                  | 29        | 9         | -                  | -                  | -                  | -                    | -                    | -                    | 29     | 9      |
| Усього за «Рому»   | Усього за «Рому»   | Усього за «Рому»   | 166       | 60        |                    | 14                 | 9                  |                      | 4                    | 1                    | 184    | 70     |
| 1933–34            | «Піза»             | ПД                 | 34        | 3         | -                  | -                  | -                  | -                    | -                    | -                    | 34     | 3      |
| 1934–35            | «Піза»             | B                  | 29        | 4         | -                  | -                  | -                  | -                    | -                    | -                    | 29     | 4      |
| Усього за «Пізу»   | Усього за «Пізу»   | Усього за «Пізу»   | 63        | 7         |                    | -                  | -                  |                      | -                    | -                    | 63     | 7      |
| 1935–36            | «Фіорентіна»       | A                  | 5         | 0         | КІ                 | ?                  | ?                  | КМ                   | 4                    | 3                    | 9+     | 3      |
| 1936–37            | «Дженова 1893»     | A                  | 21        | 9         | КІ                 | ?                  | ?                  | -                    | -                    | -                    | 21+    | 9      |
| 1937–38            | «Дженова 1893»     | A                  | 11        | 1         | КІ                 | ?                  | ?                  | -                    | -                    | -                    | 11+    | 1      |
| Усього за «Дженоа» | Усього за «Дженоа» | Усього за «Дженоа» | 32        | 10        |                    | -                  | -                  |                      | -                    | -                    | 32     | 10     |
| 1938–39            | «Парма»            | C                  | 13        | 4         | -                  | -                  | -                  | -                    | -                    | -                    | 13     | 4      |
| 1939–40            | МАТЕР              | C                  | ?         | ?         | -                  | -                  | -                  | -                    | -                    | -                    | ?      | ?      |
| 1940–41            | МАТЕР              | C                  | ?         | ?         | -                  | -                  | -                  | -                    | -                    | -                    | ?      | ?      |
| 1941–42            | «Ала Літторія»     | C                  | ?         | ?         | -                  | -                  | -                  | -                    | -                    | -                    | ?      | ?      |
| 1943–44            | «Матер»            | ЧР                 | ?         | ?         | -                  | -                  | -                  | -                    | -                    | -                    | ?      | ?      |
| Усього за МАТЕР    | Усього за МАТЕР    | Усього за МАТЕР    | ?         | ?         |                    | -                  | -                  |                      | -                    | -                    | ?      | ?      |
| Усього за кар'єру  | Усього за кар'єру  | Усього за кар'єру  | 291+      | 83+       |                    | 14+                | 9+                 |                      | 8                    | 4                    | 313+   | 96+    |

### Статистика виступів у кубку Мітропи
| №                      | Розіграш               | Стадія                 | Дата та місце проведення | Команда 1              | Рахунок                                             | Команда 2      | Голи та інші дії |
| ---------------------- | ---------------------- | ---------------------- | ------------------------ | ---------------------- | --------------------------------------------------- | -------------- | ---------------- |
| 1                      | 1931                   | 1/4                    | 4.07.1936, Прага         | Славія (Прага)         | 1:1 [Архівовано 6 серпня 2020 у Wayback Machine.]   | Рома           |                  |
| 2                      | 1931                   | 1/4                    | 12.07.1936, Рим          | Рома                   | 2:1 [Архівовано 27 січня 2020 у Wayback Machine.]   | Славія (Прага) |                  |
| 3                      | 1931                   | 1/2                    | 20.09.1931, Рим          | Рома (Рим)             | 2:3 [Архівовано 14 січня 2021 у Wayback Machine.]   | Ферст Вієнна   | 55'              |
| 4                      | 1931                   | 1/2                    | 24.09.1931, Відень       | Ферст Вієнна           | 3:1 [Архівовано 14 січня 2021 у Wayback Machine.]   | Рома (Рим)     |                  |
| У складі «Роми»        | У складі «Роми»        | У складі «Роми»        | У складі «Роми»          | У складі «Роми»        | 4                                                   |                | 1                |
| 5                      | 1935                   | 1/8                    | 16.06.1935, Будапешт     | Уйпешт                 | 0:2 [Архівовано 18 березня 2017 у Wayback Machine.] | Фіорентіна     |                  |
| 6                      | 1935                   | 1/8                    | 23.06.1935, Флоренція    | Фіорентіна             | 4:3 [Архівовано 18 березня 2017 у Wayback Machine.] | Уйпешт         | 27' 43' 82'      |
| 7                      | 1935                   | 1/4                    | 16.06.1935, Прага        | Спарта (Прага)         | 7:1 [Архівовано 8 травня 2021 у Wayback Machine.]   | Фіорентіна     |                  |
| 8                      | 1935                   | 1/4                    | 23.06.1935, Флоренція    | Фіорентіна             | 3:1 [Архівовано 8 травня 2021 у Wayback Machine.]   | Спарта (Прага) |                  |
| У складі «Фіорентини»  | У складі «Фіорентини»  | У складі «Фіорентини»  | У складі «Фіорентини»    | У складі «Фіорентини»  | 4                                                   |                | 3                |
| Всього в Кубку Мітропи | Всього в Кубку Мітропи | Всього в Кубку Мітропи | Всього в Кубку Мітропи   | Всього в Кубку Мітропи | 8                                                   |                | 4                |

## Титули і досягнення
- Володар Кубка Італії (1):

«Дженоа»: 1936-1937
- Срібний призер Чемпіон Італії (1):

«Рома»: 1930-1931
- Бронзовий призер Чемпіон Італії (3):

«Рома»: 1928-1929, 1931-1932
«Дженоа»: 1937-1938
- Володар Кубка КОНІ (1):

«Рома»: 1928